# Tsaparevo
Tsaparevo (bulgariska: Цапарево) är ett distrikt i Bulgarien.   Det ligger i kommunen Obsjtina Strumjani och regionen Blagoevgrad, i den sydvästra delen av landet, 120 km söder om huvudstaden Sofia.
I omgivningarna runt Tsaparevo växer i huvudsak blandskog. Runt Tsaparevo är det ganska glesbefolkat, med 24 invånare per kvadratkilometer.